# Styloniscus verrucosus
Styloniscus verrucosus is een pissebed uit de familie Styloniscidae. De wetenschappelijke naam van de soort is voor het eerst geldig gepubliceerd in 1906 door Gustav Budde-Lund.